# RealMedia
RealMedia è un formato contenitore di file proprietario, creato dalla RealNetworks. La sua estensione è ".rm". È in grado di contenere vari tipi di audio e video ma viene spesso utilizzato per congiungere un formato video RealVideo ed un formato audio RealAudio ed è popolare per gli streaming via Internet.
Spesso questi streaming hanno una bit rate costante.

## Formati multimediali supportati

### Formati video supportati
|             | Supporto |
| ----------- | -------- |
| MPEG-1      | No       |
| MPEG-2      | No       |
| MPEG-4      | No       |
| WMV         | No       |
| RealVideo   | Sì       |
| Theora      | No       |
| Adobe Flash | No       |

### Formati audio supportati
|           | Supporto |
| --------- | -------- |
| MP3       | Si       |
| WMA       | No       |
| RealAudio | Sì       |
| Vorbis    | Sì       |
| AC3       | No       |
| DTS       | No       |
| FLAC      | No       |

### Formati sottotitoli integrati supportati
|          | Supporto |
| -------- | -------- |
| VobSubs  | No       |
| Ogg Writ | No       |
| USF      | No       |